# 拉塞爾斯普林斯 (肯塔基州)
拉塞爾斯普林斯（英語：Russell Springs）是一個位於美國肯塔基州拉塞爾縣的城市。

## 地方資料
根據2020年美國人口普查的數據，拉塞爾斯普林斯的面積為12.16平方千米，當中陸地面積為12.13平方千米，而水域面積為0.03平方千米。當地共有人口2715人，而人口密度為每平方千米223.27人。